# Бостон Юнайтед
«Бо́стон Юна́йтед» (англ. Boston United Football Club) — английский футбольный клуб из Бостона, графство Линкольншир, Восточный Мидленд.
В настоящее время выступает в Национальной лиге, в пятом по значимости дивизионе в системе футбольных лиг Англии.
В сезоне 2009/10 победил в плей-офф Премьер-дивизиона Северной Премьер-лиги и вышел в Северную конференцию. Прозвище команды — «пилигримы» — является отсылкой к Отцам-пилигримам. На эмблеме клуба изображен корабль Отцов-пилигримов Мейфлауэр. Бостон Юнайтед был членом Футбольной лиги с 2002 года по 2007 год.

## Достижения
- Трофей Футбольной ассоциации
  - Финалист 1984/85

- Конференция
  - Победитель 2001/02

- Южная лига
  - Победитель 1999/00
  - Призёр[уточнить] 1998/99

- Северная Премьер-лига
  - Победитель 1972/73, 1973/74, 1975/76, 1976/77, 1997/98
  - Призёр[уточнить]1971/72

- Лига Мидленда
  - Призёр[уточнить]1955/56

- Лига центрального альянса
  - Победитель 1961/62

- Лига объединённых графств
  - Победитель 1965/66

- Лига Западного Мидленда (региональная)
  - Победитель 1966/67, 1967/68

- Главный кубок Линкольшира
  - Победитель 2005/06